# Boris Cyrulnik

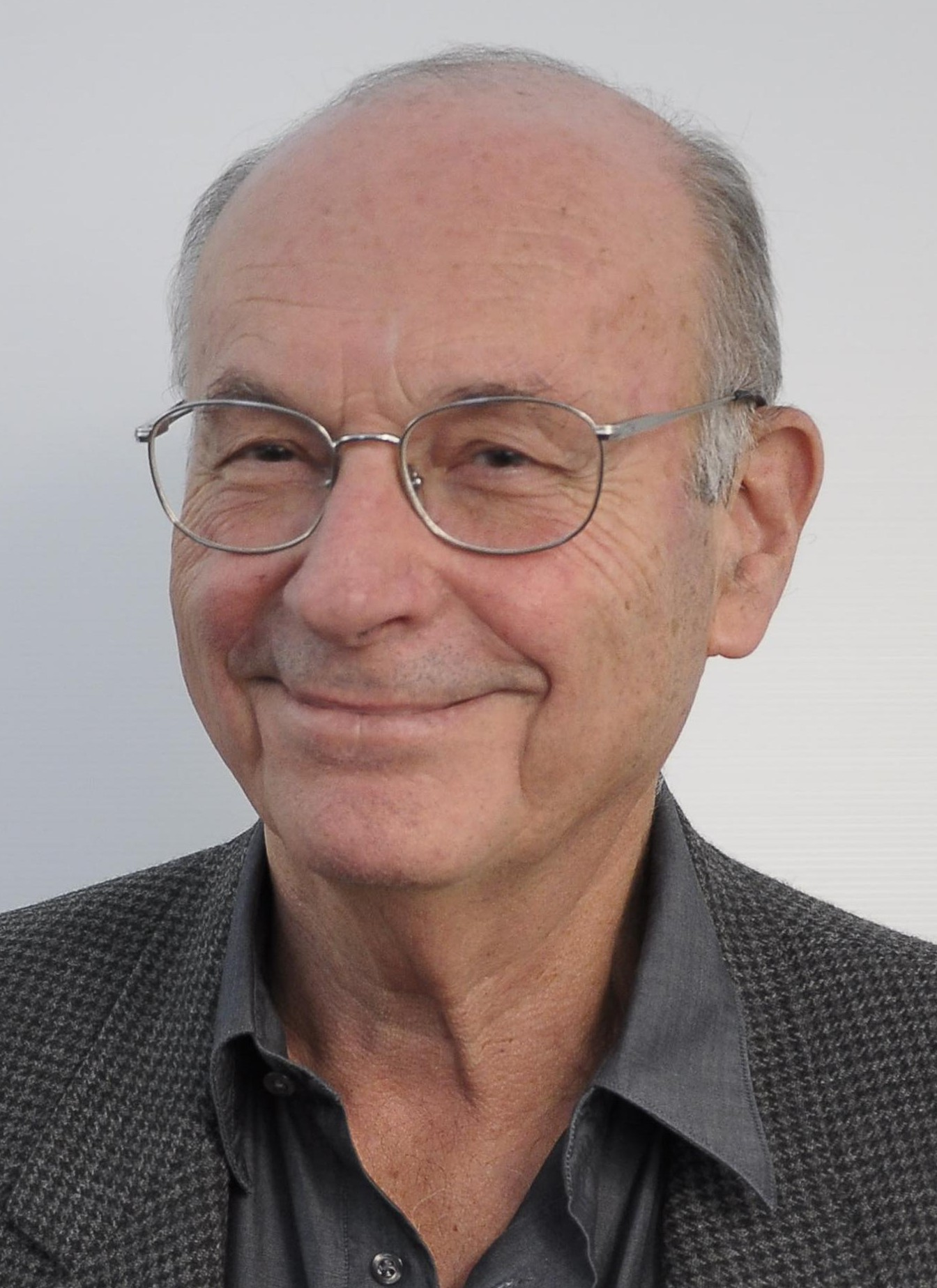
Boris Cyrulnik (2011)

Boris Cyrulnik (geboren 26. Juli 1937 in Bordeaux) ist ein französischer Neurologe, Psychiater und Ethologe. Er hat bereits über 2,5 Millionen Bücher verkauft. Als Kind eines Ukrainers und einer Polin wuchs er in Südfrankreich bei seiner Tante auf. Seine Eltern, beide jüdisch, wurden im Zweiten Weltkrieg im Holocaust getötet.

## Leben
Cyrulniks Eltern wanderten 1936 aus der Ukraine und Polen nach Frankreich aus. Im Zweiten Weltkrieg wurde sein Vater Soldat der französischen Armee, geriet in deutsche Kriegsgefangenschaft und wurde als Jude nach Auschwitz deportiert. Seine Mutter konnte den Sohn im Juni 1942 noch in einer Pflegefamilie in Sicherheit bringen, bevor auch sie als Jüdin in ein deutsches Vernichtungslager deportiert wurde. Cyrulnik wurde im Januar 1944 bei einer Razzia gefasst, konnte aber aus der Gruppe der in der Synagoge von Bordeaux zusammengetriebenen Juden entkommen. Nach dem Krieg wurde er zwischen der Familie seiner Tante und seiner Pflegefamilie hin- und hergerissen. 
Cyrulnik konnte nach eigenem Bekunden erst spät darangehen, die Geschichte seiner Kindheit aufzuschreiben, da die „Eiszeit der Wörter“ dies jahrzehntelang, noch bis zur Verurteilung des ehemaligen Polizeipräfekten von Bordeaux, Maurice Papon, im Jahr 1998, verhinderte.
Cyrulnik war seit 1996 Studiendirektor der Fakultät der Humanwissenschaften der Université du Sud-Toulon-Var, Inhaber des Lehrstuhls für Ethologie sowie der Leiter einer Forschungsgruppe für klinische Ethologie am Krankenhaus von Toulon. Cyrulnik ist vor allem für seine Arbeiten zum psychologischen Konzept der Resilienz bekannt.

## Schriften (Auswahl)
- Mémoire de singe et paroles d'homme, Édition Hachette, col. Pluriel, 1983.
- La naissance du sens, Édition Hachette, col. Questions de Science, 1991, reed. 1995.
- Les Nourritures affectives, Édition Odile Jacob, Paris 1993.
- L'Ensorcellement du monde, Édition Odile Jacob, Paris 1997.
- Les Vilains petits canards, Édition Odile Jacob, Paris 2001, ISBN 2-7381-0944-6.
- Un merveilleux malheur, Édition Odile Jacob, Paris 2002, ISBN 2-7381-1125-4.
- mit Karine Lou Matignon und Frédéric Fougea: La fabuleuse aventure des hommes et des animaux.
  - mit Karine Lou Matignon und Frédéric Fougea: Tiere und Menschen. Die Geschichte einer besonderen Beziehung. Übersetzung Egbert Baqué. Knesebeck, München 2003, ISBN 978-3-89660-130-8.
- mit Claude Seron: La résilience ou comment renaître de sa souffrance. Fabert, Sammlung «Penser le monde de l'enfant», 2004, ISBN 2-907164-80-5.
- Le murmure des fantômes, Édition Odile Jacob, Paris 2005, ISBN 2-7381-1674-4.
- Die Kraft, die im Unglück liegt. Goldmann, München 2001, ISBN 3-442-15109-0
- Mit Leib und Seele. Wie wir Krisen bewältigen. Hoffman und Campe: 2007, ISBN 3-455-50038-2
- Parler d'amour au bord du gouffre. Édition Odile Jacob, Paris 2004.
  - Warum die Liebe Wunden heilt. Übersetzung Christiane Landgrebe. Beltz, Weinheim / Basel 2006, ISBN 978-3-407-85776-7
- Mourir de dire: La honte. Édition Odile Jacob, Paris 2010, ISBN 978-2-7381-2505-7.
  - Scham: Im Bann des Schweigens. Wenn Scham die Seele vergiftet. Übersetzung Maria Buchwald und Andrea Alvermann. Präsenz Kunst- und Buchverlag, Hünfelden 2011, ISBN 978-3-87630-212-6.
  - Scham : Die vielen Facetten eines tabuisierten Gefühls. Fischer & Gann, Bielefeld 2018, ISBN 978-3-903072-73-2.
- Quand un enfant se donne « la mort », Édition Odile Jacob, Paris 2011, ISBN 978-2-7381-2688-7.
  - Wenn Kinder sich selbst töten : das Unfassbare begreifen und verhindern. Patmos-Verl., Ostfildern 2012, ISBN 978-3-8436-0214-3.
- Sauve-toi, la vie t'appelle, Édition Odile Jacob, Paris 2012, ISBN 978-2-7381-2862-1.
  - Rette dich, das Leben ruft! Erlebnisbericht. Übersetzung Hainer Kober. Ullstein, Berlin 2013, ISBN 978-3-550-08039-5.
- Psychothérapie de Dieu, Édition Odile Jacob, Paris 2017, ISBN 978-2-7381-3887-3.
  - Glauben : Psychologie und Hirnforschung entschlüsseln, wie Spiritualität uns stärkt. Beltz, Weinheim / Basel 2018, ISBN 978-3-407-86537-3.
- La nuit, j'écrirai des soleils, Édition Odile Jacob, Paris 2019, ISBN 978-2-7381-4828-5.
- Des âmes et des saisons: Psycho-écologie, Édition Odile Jacob, Paris 2021, ISBN 978-2-7381-5411-8.
- Le Laboureur et les Mangeurs de vent. Liberté intérieure et confortable servitude. Édition Odile Jacob, Paris 2022.
  - Die mit den Wölfen heulen. Warum Menschen der totalitären Versuchung so schwer widerstehen können. Droemer Verlag, München 2023. ISBN 978-3-426-27900-7.